# Nicolas Coppermann
Nicolas Coppermann, nascido a 18 de janeiro de 1966, é uma personalidade mediática francesa, diretor de produção, produtor de televisão e líder empresarial.
De janeiro de 2013 a 2021, foi presidente da Endemol Shine França.

## Biografia
Nicolas Coppermann iniciou a sua carreira na empresa de consultoria estratégica Bain and Company, Twocan Management e depois Braxton antes de se juntar à M6 em 1994 como diretor de produção do programa Capital e, mais tarde, tornou-se vice-diretor da empresa C. Productions. Lançou programas como Plus vite que la musique. No final de 1999, foi cofundador da Eléphant & Cie, antes de regressar ao grupo M6 para se tornar vice-diretor de programas do M6, encarregado do secretariado geral de programas e Ficção.
Em 2000, criou a produtora de Emmanuel Chain, Eléphant and Cie, regressando depois à M6 como vice-diretor de programas, antes de dirigir produtoras entre 2006 e 2009. Neste contexto, fez parte da equipa que vai ganhar o Loft Story, um carro- responsável formato da Endemol nos Estados Unidos, conhecido como Big Brother: “o impacto tem sido incrível. Fomos atacados por todos os lados. Foi aqui que tive os primeiros contactos com a Endemol. Na altura, se alguém me tivesse dito que eu seria o chefe, isso ter-me-ia parecido totalmente marciano.”
Em 2006, Nicolas Coppermann assumiu a presidência da Télé Images (Zodiak Media Group) e, como tal, tornou-se membro da comissão executiva do grupo Maratona. Em 2009, Nicolas Coppermann tornou-se diretor da Robin & Co antes de se juntar à Endemol França em 2012 como diretor geral.
Ingressou no grupo Endemol França em junho de 2012 como diretor geral e foi promovido a presidente em janeiro de 2013, sucedendo a Virginie Calmels. Em maio de 2017, assumiu o comando do novo grupo de produção audiovisual EndemolShine France.
Nicolas Coppermann é presidente da SPECT desde julho de 2016 e membro do conselho sindical da USPA. Anteriormente desempenhou funções como vice-presidente da SPECT, presidente da comissão digital da SPECT e membro do conselho de administração da CPA.
Nicolas Coppermann é licenciado pela HEC Paris.